# Guadalupe-Guerra
Guadalupe-Guerra – jednostka osadnicza w Stanach Zjednoczonych, w stanie Teksas, w hrabstwie Starr.